# Inferno (film din 1980)
Inferno este un film de groază supranatural din 1980 scris și regizat de Dario Argento. În rolurile principale au interpretat actorii Irene Miracle, Leigh McCloskey, Eleonora Giorgi, Daria Nicolodi și Alida Valli.
Face parte din Trilogia Le tre madri, după Suspiria (1977), fiind urmat de A treia mamă (2007).

## Distribuție
- Leigh McCloskey - Mark Elliott
- Irene Miracle - Rose Elliott
- Eleonora Giorgi - Sara
- Daria Nicolodi - Elise De Longvalle Adler
- Sacha Pitoëff - Kazanian
- Alida Valli - Carol (dublată de Carolyn De Fonseca)
- Veronica Lazar - Soră medicală / Mater Tenebrarum
- Gabriele Lavia - Carlo
- Feodor Chaliapin, Jr. - Prof. Arnold / Dr. Varelli
- Leopoldo Mastelloni - John
- Ania Pieroni - the music student / Mater Lachrymarum
- James Fleetwood - Bucătar
- Rosario Rigutini - Man
- Ryan Hilliard - Shadow
- Paolo Paoloni - Profesor de muzică
- Fulvio Mingozzi - Taximetrist
- Luigi Lodoli - Bookbinder
- Rodolfo Lodi - Bătrân